# إتش تي سي سالسا
الجوال إتش تي سي سالسا هو هاتف ذكي يعمل بنظام أندرويد تنتجه أتش تي سي.

## الخصائص
- الحجم: 58.9 × 109.1 × 12.3 ملم
- الوزن: 120 غ
- نظام التشغيل: جوجل اندرويد 2.3
- سرعة المعالج: 800 ميجاهيرتز
- ذاكرة الرام: 512 ميجابايت
- الكاميرا: 5 ميجابكسل وتحتوي على فلاش ضوئي.
- الذاكرة: سعة الذاكرة الخارجية تصل إلى 32 جيجا.
- مواصفات أخرى: بلوتوث الإصدار الثالث، واي فاي.